# Birabenia vittata
Melloicosa vittata es una especie de araña araneomorfa de la familia Lycosidae. Es el único miembro del género monotípico Melloicosa. Es originaria de Argentina.